# 威爾斯拉戈夫足球會
威爾斯拉戈夫足球會(Voinţa Snagov)是一支位於羅馬尼亞斯拉戈夫的職業足球會，目前於羅馬尼亞足球丙級聯賽角逐。

## 榮譽
```
羅馬尼亞足球丙級聯賽
```

- 冠軍 (2): 2005–06, 2007–08